# Telezorg
Telezorg (Engels: telecare, het Griekse tele betekent 'afstand') of "zorg op afstand" is een term voor het aanbieden van zorg voor de oude mensen en mensen in fysiek minder goede staat zodat ze zelfstandig in hun eigen huis kunnen blijven wonen waarbij geen direct contact is met zorgverlener. Volgens het NIVEL (Nederlands instituut voor onderzoek van de gezondheidszorg) is telezorg: "Alle zorg waarbij een zorgverlener niet fysiek aanwezig is". Telezorg is een onderdeel van e-health verschilt van telegeneeskunde. Telezorg verwijst naar het idee om mensen onafhankelijk in hun eigen huis te laten blijven wonen door ondersteunende technologieën voor het individu of hun verzorgers. Onderdelen of onderliggende concepten van telezorg zijn: Telemonitoring, Teleconsultatie en Telecoaching. Het gebruik van sensoren kan deel uitmaken van een pakket dat ondersteuning biedt voor mensen met ziekten zoals dementie, of voor mensen met het gevaar van vallen. Het is belangrijk op te merken dat 'telezorg' niet alleen een waarschuwing is voor als iemand afdwaalt van huis, maar dat het ook een preventieve maatregel is waardoor mensen worden terug gebracht in de maatschappij en daar kunnen blijven door middel van regelmatige communicatie.

## Directe zorg
De meeste telezorg vermindert schade door te reageren op ongewenste gebeurtenissen en het snel uitgeven van een help signaal. 
In zijn eenvoudigste vorm kan telezorg verwijzen naar een vaste of mobiele telefoon met een verbinding naar een meldkamer zodat de gebruiker alarm kan slaan. Technologisch meer geavanceerde systemen maken gebruik van sensoren, waarbij een hele range van potentiële risico's kunnen worden gecontroleerd. Dit kan het gevaar van vallen omvatten, evenals veranderingen in het milieu in de woning, zoals overstromingen en brand-en gaslekken. Mantelzorgers van mensen met dementie kunnen worden gewaarschuwd indien de persoon het huis verlaat of een ander afgebakend gebied. Wanneer de sensor geactiveerd wordt, stuurt deze een radiosignaal naar een centrale eenheid in de woning van de gebruiker, die vervolgens automatisch doorschakelt naar een 24-uurs bewakingscentrum waar getrainde operatoren de gepaste maatregelen kunnen nemen. Dit zou bijvoorbeeld kunnen zijn dat er contact opgenomen wordt met de lokale sleutelhouder, arts of andere hulpdiensten.

## Preventie
Sommige telezorgfuncties, zoals verhogen van de veiligheid en leefstijlobservatie hebben een preventieve functie zodat een verslechtering van het welzijn van de telezorggebruiker in een vroeg stadium geconstateerd kan worden. Telezorg omvat ook standalone telezorg wat geen signaal afgeeft naar een centraal centrum maar dit ondersteunt mantelzorgers door het geven van lokale (binnen huis) informatie in het huis van een persoon om te laten weten de persoon aandacht nodig heeft van de mantelzorger.

## Ontwikkeling telezorg apparaten
Telezorg diensten en producten zijn ontworpen met toenemende mogelijkheden, ze kunnen worden beschreven in de volgende categorieën:
Eerste generatie apparaten:
De eerste generatie apparaten zijn de eenvoudigste vormen van telezorg en omvatten een alarmknop die door de gebruiker geactiveerd kan worden. Dit kan een draagbaar apparaat zijn die de gebruiker om heeft zoals een hanger of een trekkoord in huis waarmee alarm geslagen kan worden. Eenmaal geactiveerd, communiceert de sensor een potentiële noodsituatie draadloos door naar een ontvanger in het huis (telefoon) via radiosignalen. De telefoon neemt automatisch contact op een call center of door de gebruiker aangewezen eerste contact
Tweede generatie apparaten:
De tweede generatie telecare systemen maken gebruik van een breder scala van sensoren die specifieke gevaren opsporen en vereisen niet dat de gebruiker ze activeert. Het call center is onmiddellijk op de hoogte van de locatie en het type van detector die heeft gealarmeerd en werkt door middel van een antwoord-protocol. Dit kan inhouden dat de gebruiker gebeld wordt om een vals alarm uit te sluiten of het bellen van een familielid of een andere passende hulpdiensten, zoals een ambulance of brand brigade. De waarschuwing kan ook doorgegeven worden aan de gebruiker binnen de woning door middel van een akoestisch alarm, knipperende lichten en zelfs vibrerende kussens kunnen de gebruiker wekken uit zijn slaap. Deze apparaten kunnen ook reageren op een signalering met de juiste correctieve actie en kunnen worden beschouwd als reactief in plaats van alleen preventief.
Derde generatie apparaten:
Derde generatie telecare systemen hebben nog meer complexe mogelijkheden zoals de meting, verzameling en analyse van gegevens in de woning van de gebruiker, die worden aangemerkt als "lifestyle monitoring" of leefstijlobservatie. De gegevens worden verstuurd naar een internet-portal die kan worden benaderd door de gebruiker, zijn of haar familieleden, mantelzorgers en professionals zodat ze een oogje in het zeil kunnen houden. Gegevens worden continu verzameld maar zijn soms niet direct beschikbaar om te bekijken: sommige systemen uploaden informatie tijdens een bepaalde periode van de dag. Sensoren kunnen worden gebruikt om de activiteiten bij te houden die zijn uitgevoerd door de gebruiker en kunnen daardoor zekerheid van hun welzijn te bieden. Ze kunnen beschouwd worden als preventief omdat ze in een vroeg stadium problemen kunnen opsporen en daardoor gevaar kunnen voorkomen

## Telezorg in Nederland
In Nederland zijn veel kleine projecten in ontwikkeling met als doel ouderen en zorgbehoevenden langer thuis te kunnen laten wonen. Deze projecten ziet men vaak in laag bevolkte regio's waar de sociale voorzieningen zijn weg getrokken. Om het voor ouderen mogelijk te maken om thuis te blijven wonen worden zij weer in contact gebracht met deze sociale voorzieningen door middel van ICT. Daarnaast vinden deze initiatieven ook plaats in verzorgingstehuizen om de mensen die daar verblijven te monitoren. Valsensoren zorgen ervoor dat personeel snel hulp kan bieden wanneer oudere mensen zijn gevallen en niet meer zelf op kunnen staan.